# Калашников, Виктор Юрьевич
Ви́ктор Ю́рьевич Кала́шников (род. 9 марта 1968 года) — российский кардиолог, член-корреспондент РАН (2016).

## Биография
Родился 9 марта 1968 года.
В 1993 году — окончил Московскую медицинскую академию (ММА) имени И. М. Сеченова, затем там же проходил обучение в клинической ординатуре по специальности «кардиология» на кафедре факультетской терапии.
С 1995 по 2008 годы — врач анестезиолог-реаниматолог отделения реанимации и интенсивной терапии клиники кардиологии ММА имени И. М. Сеченова, там же работал в должности научного, затем старшего научного и ведущего научного сотрудника отдела кардиологии научно-исследовательского центра.
В 1996 году — защитил кандидатскую диссертацию, тема: «Отдалённые результаты хирургического лечения злокачественных желудочковых тахикардий».
В 2008 году — защитил докторскую диссертацию, тема: «Использование клинико-экономического анализа в выборе тактики обследования и лечения больных с сердечно-сосудистыми заболеваниями».
С 2008 года по настоящее время — заведующий отделом кардиологии и сосудистой хирургии Национального медицинского исследовательского центра эндокринологии
В январе 2016 года — присвоено звание профессора РАН.
В октябре 2016 году — избран членом-корреспондентом РАН.

## Научная деятельность
Разработал концепцию и предложил алгоритм обследования и лечения ишемической болезни сердца у больных сахарным диабетом и критической ишемией нижних конечностей.
Автор более 50 печатных работ, в том числе монографии «Сахарный диабет: острые и хронические осложнения», 4 учебных пособий и 1 патента, соавтор алгоритмов специализированной помощи больным сахарным диабетом, методических рекомендаций.
Под его руководством защищено 7 кандидатских диссертаций.

## Награды
- Орден Пирогова (7 февраля 2025 года) — за большой вклад в развитие здравоохранения и медицинской науки[3].
- Медаль ордена «За заслуги перед Отечеством» II степени (31 декабря 2021 года) — за большой вклад в борьбу с коронавирусной инфекцией (COVID-19) и самоотверженность, проявленную при исполнении профессионального долга[4].